# Denny Evans
Denny Evans (* vor 1950) ist ein US-amerikanischer Drehbuchautor und Filmproduzent, der 1972 gemeinsam mit Ken Greenwald für einen Oscar nominiert war.

## Berufliches
Evans machte international einzig mit dem Kurzfilm Good Morning von 1971 von sich reden, für den er zusammen mit Ken Greenwald das Drehbuch schrieb und den sie auch gemeinsam produzierten. Im Film ist ein Mann unzufrieden mit seinem Leben, wozu auch die Nachrichten beitragen, die er im Radio hört. Aus dieser Stimmung heraus geht bei ihm an diesem Morgen alles schief, was nur schiefgehen kann. Greenwald wurde zusammen mit Denny Evans für und mit dem Film für einen Oscar nominiert, der jedoch an Robert Amram und Manuel Arango und ihren Film Centinelas del silencio (deutsch etwas Wächter der Stille) ging, der einen Einblick in die Kultur und Bauwerke der mexikanischen Ureinwohner gewährt.
Weitere Aktivitäten Evans im künstlerischen Metier oder in anderen Bereichen sind nicht bekannt.

## Filmografie (Auswahl)
- Good Morning (Kurzfilm, Drehbuch, Produzent)

## Auszeichnungen
- Oscarverleihung 1972: Oscarnominierung für und mit dem Kurzfilm Good Morning in der Kategorie „Bester Kurzfilm“